# Podlipki
Podlipki – kolonia wsi Górany w Polsce. położona w województwie podlaskim, w powiecie sokólskim, w gminie Krynki.
W miejscowości znajduje się mały kościół pod wezwaniem Matki Bożej Miłosierdzia, będący od 1994 siedzibą parafii Matki Bożej Miłosierdzia.
W latach 1975–1998 kolonia administracyjnie należała do województwa białostockiego.